# سویوزی

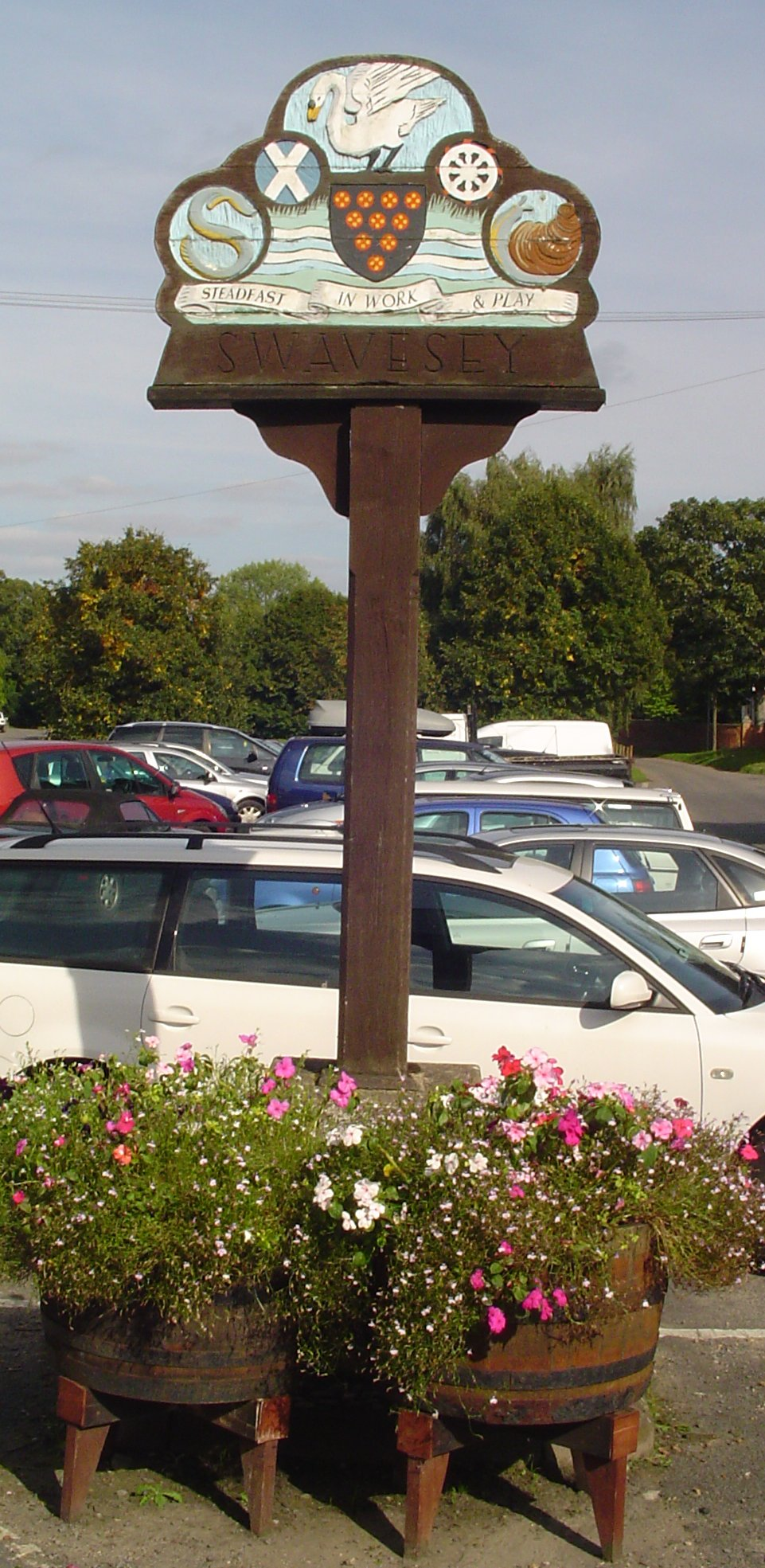
منطقه مسکونی در بریتانیا

سویوزی (به انگلیسی: Swavesey) یک روستا و محله مدنی در بریتانیا است که در کمبریج‌شر جنوبی واقع شده‌است. سویوزی ۲٬۴۸۰ نفر جمعیت دارد.